# Arnett
Arnett är administrativ huvudort i Ellis County i Oklahoma. Orten har fått sitt namn efter prästen A.S. Arnett. Enligt 2010 års folkräkning hade Arnett 524 invånare.